# Gesellschaft zur Förderung der westfälischen Kulturarbeit
Die Gesellschaft zur Förderung der westfälischen Kulturarbeit e. V. ist ein gemeinnütziger Verein mit Sitz in Münster, der es sich zur Aufgabe gemacht hat, junge Künstler aus Westfalen-Lippe sowie Kulturprojekte in der Region zu konzipieren und zu fördern.

## Aufgaben und Ziele
Die GWK unterstützt junge Künstler durch die jährliche Auslobung von GWK-Förderpreisen für Bildende Kunst, Klassische Musik/Neue Musik und Literatur sowie durch Kulturprojekte, Beratung bei der Projektkonzeption und -finanzierung und durch die Vergabe von Projektzuschüssen.
Über das Label GWK Records werden zudem CDs mit den Preisträgern produziert, es finden auch Kooperationen statt, z. B. mit dem internationalen Schubert-Wettbewerb in Dortmund.

### Förderpreise
Die GWK-Förderpreise werden jungen Künstlern, Musikern und Schriftstellern, die außergewöhnliche Leistungen erbracht haben und für die Zukunft Herausragendes erwarten lassen, durch eine wechselnde, aus ganz Deutschland besetzte Fachjury, zugesprochen. Jeder Preis besteht aus einem Geldpreis und der Aufnahme in ein langfristiges GWK-Förderprogramm.
Voraussetzung für die Teilnahme ist, dass die Bewerber in Westfalen-Lippe geboren sind, dort seit mindestens zwei Jahren leben oder ihren Hochschulabschluss in der Region erworben haben. Die Förderpreise werden in Kooperation mit anerkannten Kunstinstitutionen in Westfalen-Lippe vergeben, wie z. B. mit dem Skulpturenmuseum Glaskasten in Marl, dem Kloster Bentlage in Rheine und dem Märkischen Museum Witten.

### Veranstaltungen
Die GWK organisiert auch kulturelle Veranstaltungen wie Konzertreihen, Lesungen, Ausstellungen sowie Literatur- und Musikwettbewerbe, wobei sowohl regionale als auch überregional etablierte junge Künstler eingeladen werden. So zum Beispiel die Konzertreihen Chapeau Classique in Münster, Beat Club Bliss in Greven, Mommenta Münsterland im Westmünsterland, Musik im Römer in Haltern am See, GemptSoireen in Lengerich, das internationale Holzbläserfestival Summerwinds Münsterland sowie die Konzert-Lesungen ConGenial in Gelsenkirchen, die Magus Tage Münster. sowie Sibyllen & Propheten in Münster.

## Geschichte

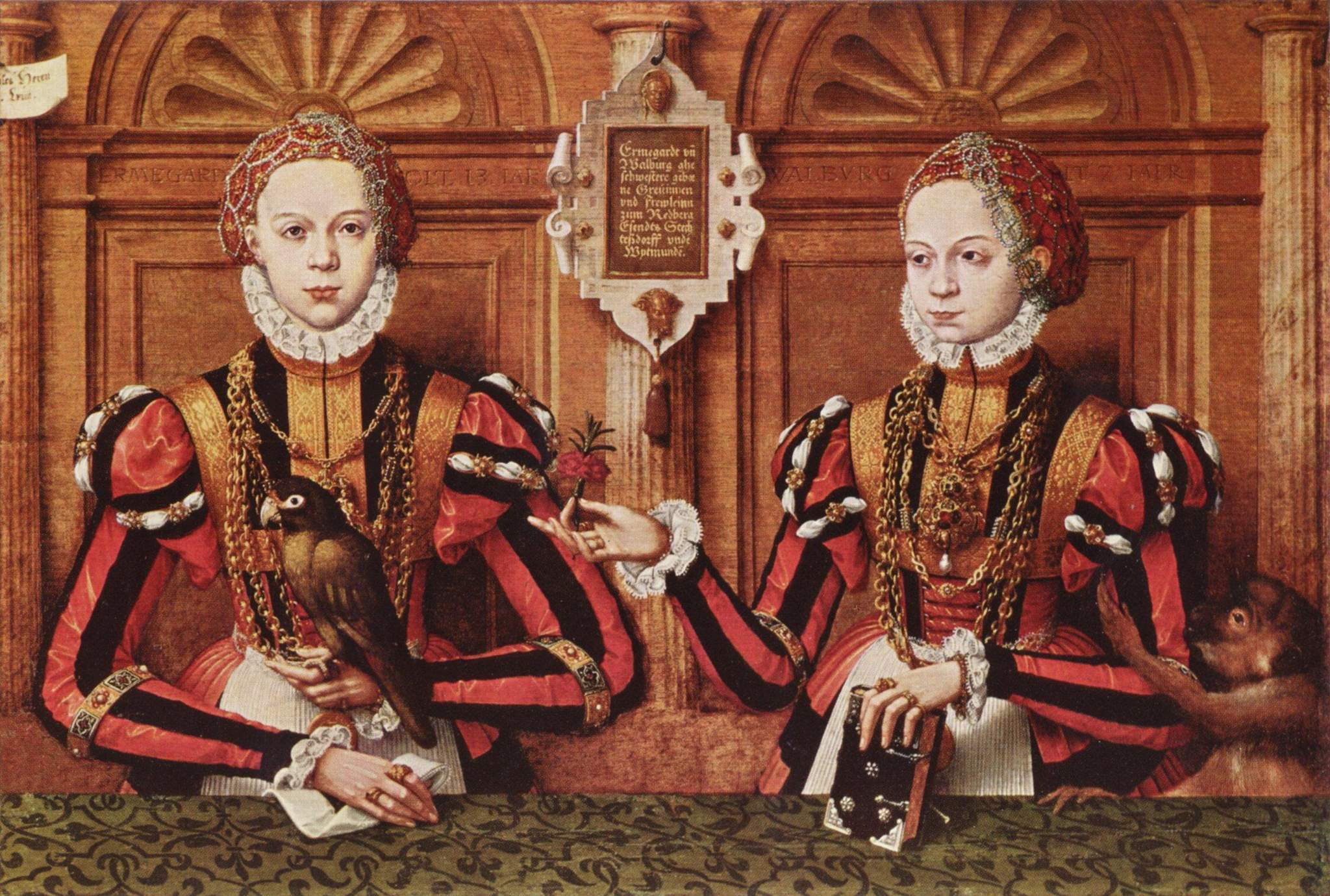
Armgard und Walburgis, erworben 1954

1954 ersteigerte Paul Pieper, der Direktor des Westfälischen Landesmuseums für Kunst und Kulturgeschichte Münster, bei einer Auktion bei Sotheby’s das Bild von Armgard und Walburgis, einen Teil des Familienbildes des Grafen Johann II. von Rietberg des Malers Hermann tom Ring für 10.000 Pfund. Dabei überschritt er sein Limit um 4.000 Pfund. Das Ergebnis einer ‚Krisensitzung‘ beim Verwaltungschef war der Beschluss, durch ein Rundschreiben an zu interessierende Persönlichkeiten und Institutionen aus Industrie und Wirtschaft Westfalens um Hilfeleistung zu bitten. In kürzester Zeit gingen an Spenden und Zusagen wesentlich mehr als die 80.000 DM ein. Heute ist das Bild ein Vielfaches von dem wert, was damals gezahlt wurde. Die allgemeine Anteilnahme an dieser Erwerbung führte zur Gründung des Vereins.
Gründungsmitglieder waren: Gustav Deiters (Ibbenbüren), Bernhard Florin und Theodor Hillenhinrichs (Recklinghausen), Walter Kellermann (Gelsenkirchen), Gustav Mutzenbach, (Neubeckum) sowie Franz Josef Gieselmann, Friedrich Leopold Hüffer, Anton Köchling, Robert Paasch, Alfred Steiger und Karl Zuhorn (jeweils aus Münster).
In der ersten ordentlichen Mitgliederversammlung am 4. April 1957 fand die Wahl des Kuratoriums statt. Nach der Satzung bestand es aus mindestens fünf und höchstens neun Mitgliedern. Später wurde die Höchstzahl auf zwölf erhöht. Gewählt wurden vorerst fünf Mitglieder.
Förderpriorität genossen zunächst das Westfälische Landesmuseum für Kunst und Kulturgeschichte sowie die übrigen westfälischen Kunst- und Heimatmuseen, außerdem die zeitgenössische Kunst, wobei schon damals Nachwuchstalente besondere Berücksichtigung fanden, sowie die westfälische Literatur und die Musik.
1992 wurde mit Hartwig Lahrmann ein hauptamtlicher Geschäftsführer eingestellt und die GWK neu aufgestellt. Seit 1995 unterstützt die GWK unter dem Motto „Die Besten fördern“ herausragende junge westfälische Künstler, entwickelt und veranstaltet Kulturprojekte für die Region und ermuntert Unternehmen und Privatpersonen, sich für die Kunst in Westfalen-Lippe zu engagieren. Geschäftsführerin ist seit 1995 Susanne Schulte; Vorstandsvorsitzende waren Friedrich Nolte (1992–2002) und Karl Teppe (2000–2008). Seit dem Jahr 2009 ist Barbara Rüschoff-Parzinger Vorsitzende des GWK.